# Anahí de Cárdenas
Anahí Alejandra de Cárdenas Belmont (Lima, 14 de junio de 1983) es una actriz, cantante, modelo y bailarina peruana.

## Biografía

### Primeros años
Nació en Lima en 1983, hija de José de Cárdenas y Anahí Belmont Seretti.
Estudió en el Colegio Franklin Delano Roosevelt y luego en el Colegio Villa María. Una vez graduada, estudió diseño gráfico empresarial en la Universidad San Ignacio de Loyola.

### Carrera
De Cárdenas empezó a participar en comerciales para televisión y a asistir a clases de ballet a los quince años. A la par se inició en las pasarelas y posteriormente ingresó al programa Habacilar (2004-2006). Modeló para diseñadores peruanos y extranjeros, tales como Patricia Field y Missoni.
Anahí de Cárdenas debutó como actriz en la serie Esta sociedad en 2006, donde interpretó a Úrsula, una joven vanidosa y superficial.
En 2008, incursionó en el cine en la película Dioses, del director Josué Méndez, ganadora del premio El Abrazo al mejor largometraje en el Festival Internacional de Cine de Biarritz y dos premios en el Festival de Cine de Lima. Su siguiente aparición en cine se dio con su participación en Máncora, que fue estrenada en el Festival de Sundance 2008.
En 2009, debutó en el teatro como parte del ensamble del musical Cabaret, de Preludio Asociación Cultural. A la par, participó en el programa de telerrealidad de canto y baile El show de los sueños, conducido por Gisela Valcárcel, donde obtuvo el octavo puesto tras tres meses de competencia. De Cárdenas terminó el año concursando en la siguiente temporada, llamada El show de los sueños: reyes del show, donde obtuvo el sexto puesto.
En 2011, apareció en el filme peruano-estadounidense 186 Dollars to Freedom (The City of Gardens), dirigido por Camilo Vila. Seguidamente participó en la película de comedia negra El guachimán, y en la obra de teatro La tía de Carlos.
En televisión, tuvo una corta participación en Lalola a inicios de año, y actuó en la telenovela La Perricholi como Rosa María de Altamirano.
De Cárdenas concursó en el programa de telerrealidad de baile El gran show: quinta temporada, conducido por Gisela Valcárcel, donde obtuvo el octavo puesto tras tres meses de competencia. y participó en el videoclip del tema Te regalo de la banda de rock Ádammo.
En 2012, actuó en la telenovela La Tayson, corazón rebelde, adaptación de la producción argentina Muñeca brava, como Victoria del Prado. En el teatro, actuó en el musical Chicago presentado en el Teatro Municipal de Lima primero y luego en el Teatro Marsano. Como modelo, participó por segunda vez en el Leonisa Fashion Show a fines de año.
En 2013, apareció en la película ¡Asu mare! y participó en el musical El Chico de Oz. También actuó en la miniserie Mi amor, el wachimán.
Su primer disco pop y su debut como cantante, titulado Who’s that girl, se lanzó en formato digital y en tiendas en agosto de 2013. Publicó su primer sencillo, Gemini, el 15 de mayo, cual videoclip fue dirigido por Rodrigo Moreno del Valle, y Distancia en 2014, el videoclip bajo la dirección de Santiago Zapata.
En 2014, ingresó a la serie Al fondo hay sitio como la Innombrable.
En 2017, participó en el programa de telerrealidad de baile El gran show: vigésima temporada, conducido por Gisela Valcárcel, donde resultó ganadora tras un mes y doce días de competencia.
En 2025, Anahí interpretó a Lucy, conductora de un programa de chismes llamado Lucy TV, en la película próxima a estrenarse No te mueras por mí.

## Vida personal
Anahí estuvo casada con Franco de Ferrari desde enero de 2014 hasta el 2017, tras tres años de matrimonio.
En setiembre de 2022, Anahí anunció que se iba a casar con su prometido Elías Maya. Su primer hijo, Emile Maya de Cárdenas, nació el 26 de junio de 2025 a través de cesárea.

### Salud
A mediados del año 2015, por un mensaje a través de la red social Twitter, declaró sufrir trastorno límite de la personalidad y episodios de depresión.
En noviembre de 2019, la actriz reveló que padece cáncer de mama. Fue sometida a una mastectomía y reconstrucción mamaria además de dos quimioterapias antes de anunciar que estaba libre de cáncer en octubre de 2020.

## Filmografía
| Año        | Título                                       | Rol                                    | Notas                        |
| ---------- | -------------------------------------------- | -------------------------------------- | ---------------------------- |
| 2008       | Dioses                                       | Andrea                                 |                              |
| 2008       | Máncora                                      | Ana María                              |                              |
| 2011       | 186 Dollars to Freedom (The City of Gardens) | Maritza                                |                              |
| 2011       | El guachimán                                 | Sol                                    |                              |
| 2013       | ¡Asu mare!                                   | Amiga de Emilia                        |                              |
| 2015       | ¡Asu mare! 2                                 | Pamela, amiga de Emilia                |                              |
| 2017       | Aj Zombies!                                  | Claudia                                |                              |
| 2017       | El beneficio de la duda                      | Paola                                  |                              |
| 2018       | Hearbeat                                     | Yuri                                   |                              |
| 2018       | No me digas solterona                        | Sol                                    |                              |
| 2018       | ¡Asu mare 3!                                 | Amiga de Emilia                        |                              |
| 2020       | Rómulo y Julita                              |                                        |                              |
| 2023       | ¡Asu mare! Los amigos                        | Pamela, amiga de Emilia                | Cameo                        |
| Televisión |                                              |                                        |                              |
| Año        | Título                                       | Rol                                    | Notas                        |
| 2004-2006  | Habacilar                                    | Modelo                                 |                              |
| 2004-2006  | Esta sociedad                                | Úrsula «Uchi»                          |                              |
| 2008       | Esta sociedad 2                              | Úrsula «Uchi»                          |                              |
| 2008       | Habacilar: Amigos y rivales                  | Participante                           | 6.º puesto                   |
| 2009       | El show de los sueños: amigos del alma       | Participante                           | 8.º puesto                   |
| 2009       | El show de los sueños: reyes del show        | Participante                           | 6.º puesto                   |
| 2010       | Habacilar: Amigos y rivales                  | Participante                           | 2.º puesto                   |
| 2010       | Habacilar: Amigos y rivales                  | Participante                           | 4.º puesto                   |
| 2011       | Lalola                                       | Romina                                 | Participación especial       |
| 2011       | La Perricholi                                | Rosa María de Altamirano               |                              |
| 2011       | El gran show: quinta temporada               | Participante                           | 8.º puesto                   |
| 2012       | La Tayson, corazón rebelde                   | Victoria del Prado Sánchez-Concha      |                              |
| 2013       | Solamente milagros                           | Vanessa/Danae                          | Episodio «Una mala decisión» |
| 2013       | Mi amor, el wachimán 2                       | Fabiola Goytizolo                      | Antagonista secundaria       |
| 2014-2016  | Al fondo hay sitio                           | Rubí San Román / Rufina Sánchez Huamán | Antagonista secundaria       |
| 2017       | El gran show: vigésima temporada             | Participante                           | Ganadora                     |
| 2017       | Natalia                                      | Tefa / Estefanía Chávez                | Estelar                      |
| 2018       | VBQ: Empezando a vivir                       | Paloma Jiménez                         | Secundaria                   |
| 2021       | El artista del año (temporada 7)             | Participante                           |                              |

## Teatro
| Año        | Título                  | Rol                                   | Notas                                   |
| ---------- | ----------------------- | ------------------------------------- | --------------------------------------- |
| 2009       | Cabaret                 | Texas (ensamble)                      | Teatro Segura Teatro Marsano            |
| 2011       | La tía de Carlos        | Amy Spettigue                         | Teatro Peruano Japonés                  |
| 2012       | Chicago                 | Katalin Hunyak, la Húngara (ensamble) | Teatro Municipal de Lima Teatro Marsano |
| 2013       | El Chico de Oz          | Ensamble                              | Teatro Municipal de Lima                |
| 2014       | Sweet Charity           | Niki                                  | Teatro Municipal de Lima                |
| 2015, 2018 | Te de tías              | Micaela                               | La Estación de Barranco Palco Restobar  |
| 2015       | El Musical 2015         | Ensamble                              | Teatro Municipal de Lima                |
| 2016       | Av. Larco, el musical   |                                       |                                         |
| 2016       | Tito                    | Tamara di Paolo                       | Icpna de Miraflores                     |
| 2016       | En el barrio            |                                       | Teatro Luigi Pirandello                 |
| 2017       | Ñaña                    | Elisa                                 | Amaru Casa Cultural                     |
| 2018       | Ada y Evo               | Ada                                   |                                         |
| 2018       | Japan, el musical       |                                       |                                         |
| 2018       | ¡No me digas solterona! |                                       | Icpna de Miraflores                     |
| 2018       | De atrás para adelante  | Luna                                  |                                         |
| 2018       | El discurso del rey     | Isabel Bowes-Lyon                     |                                         |

## Discografía
Álbumes
- Growing Pains (EP, 2023)[28]
- Who's That Girl? (2013)

Artista invitada
| Año  | Canción                   | Álbum                    | Notas                                                                     |
| ---- | ------------------------- | ------------------------ | ------------------------------------------------------------------------- |
| 2009 | «¡Despierta, es Navidad!» | La Navidad de tus sueños | Elenco de El show de los sueños                                           |
| 2012 | «Mr. Danger»              | Mr. Danger               | DJ Grita Lobos con Anahí de Cárdenas, Salo Langberg, Eduardo Neira y Chaq |
| 2015 | «Como te mueves»          | Como te mueves - single  | Jenga ft. Anahí de Cárdenas                                               |

## Premios y nominaciones
| Año  | Premio                      | Categoría            | Trabajo                | Resultado | Ref.   |
| ---- | --------------------------- | -------------------- | ---------------------- | --------- | ------ |
| 2006 | Premio Luces de El Comercio | Mejor modelo         | Ella misma             | Ganadora  | [ 30 ] |
| 2007 | Premio Luces de El Comercio | Mejor modelo         | Campañas publicitarias | Ganadora  |        |
| 2008 | Premio Luces de El Comercio | Mejor actriz de cine | Dioses                 | Ganadora  |        |